# Педаче
Педа̀че (на италиански: Pedace, на местен диалект Peràci, Перачи) е село в Южна Италия, община Казали дел Манко, провинция Козенца, регион Калабрия. Разположено е на 598 m надморска височина.